# 卡武尔 (皮埃蒙特)

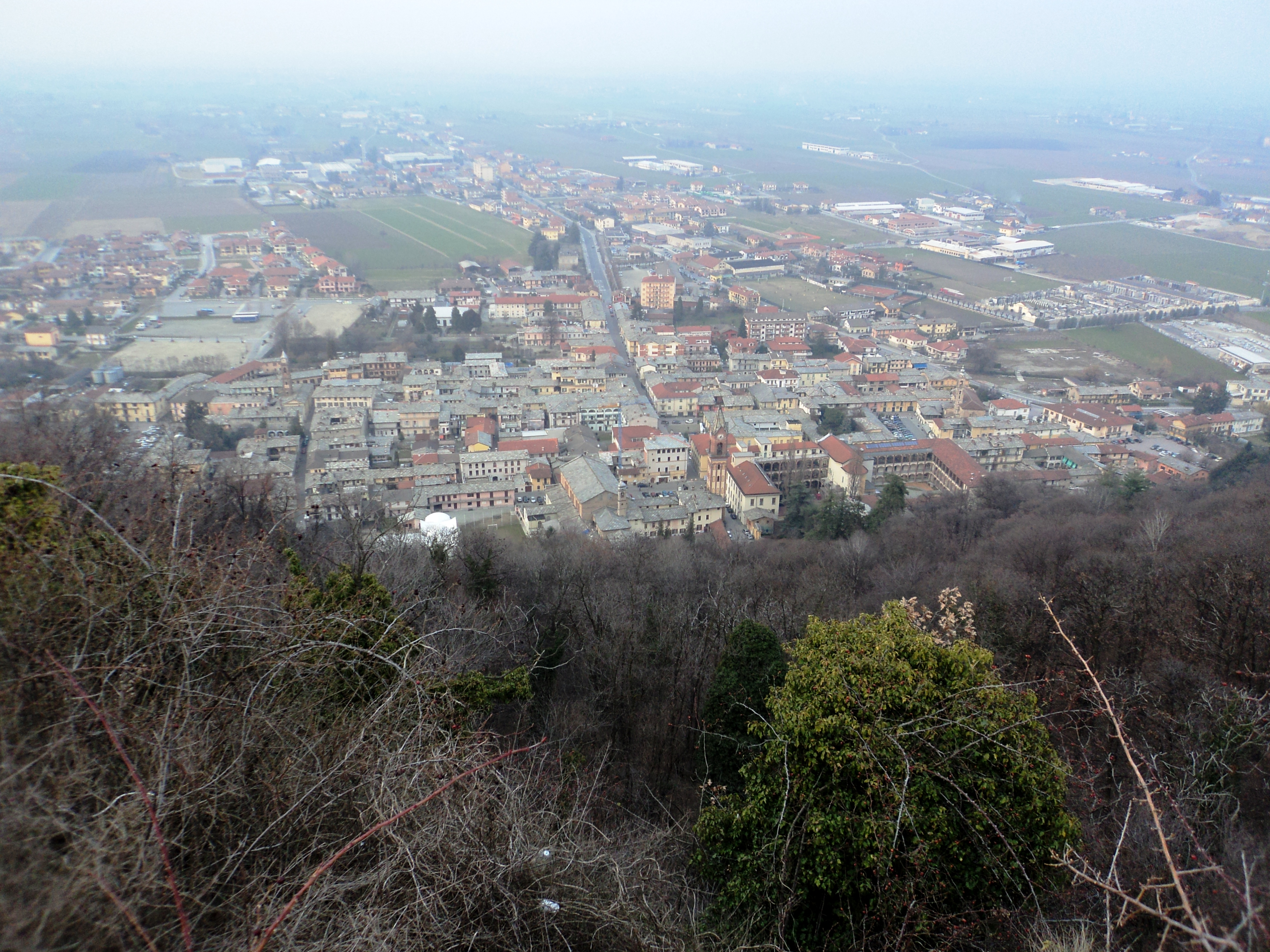
全景图

卡武尔（義大利語：Cavour）是位于意大利西部皮埃蒙特大区都靈廣域市的一个市镇，人口5,481（2004年）。